# Thelidium acrotelloides
Thelidium acrotelloides är en lavart som beskrevs av Miroslav Servít. Thelidium acrotelloides ingår i släktet Thelidium, och familjen Verrucariaceae. Arten är reproducerande i Sverige.